# عبد المنعم خليل
عبد المنعم محمد إبراهيم خليل (1 أبريل 1921 بمحافظة المنيا - 23 مارس 2022) قائد عسكري مصري وأحد قادة حرب أكتوبر عام 1973م، تولى قيادة الجيش الثاني الميداني خلال الفترة من يوم 16 أكتوبر عام 1973م حتى يوم 13 ديسمبر عام 1973م خلفا للواء سعد مأمون الذي أصيب بأزمة قلبية صباح يوم 14 أكتوبر عام 1973م.

## حياته
ولد في محافظة المنيا بوسط صعيد مصر عام 1921م وبعد أن أنهى الدراسة الثانوية إلتحق بالكلية الحربية في شهر نوفمبر عام 1939م أي بعد شهرين فقط من قيام الحرب العالمية الثانية في أوائل شهر سبتمبر عام 1939م وتخرج منها في شهر مايو عام 1942م . شارك في معارك العلمين بعد تخرجه مباشرة حيث دفع الإنجليز مصر وقتها للإشتراك في الحرب عندما وصلت قوات دول المحور بقيادة القائد الألماني إرفين روميل ( ثعلب الصحراء) إلى مدينة العلمين وهددت قوات الحلفاء. شارك عبد المنعم خليل وقتها في كتائب الخدمات العامة حيث كان هو الضابط المكلف بتوريد الجنود بعد تدريبهم إلى ساحات المعركة والتي لم يشارك فيها الضباط والجنود المصريون بشكل مباشر ولكن كان دورهم القيام بعمليات مساعدة فقط على الرغم من أن المعارك كانت على الأرض المصرية.
يقول اللواء عبد المنعم خليل:
«إنه قد حدثت تجاوزات كثيرة من جانب الإنجليز حينذاك حيث تعمدوا ألا يدربوا المصريين أو يعلموهم شيئا في هذه الحرب حيث كانوا يتعمدون ألا يكون في مصر جيش وطني قوى حتى لا يحاربهم ويحصل على الإستقلال لبلاده فيما بعد فتعمدوا أن تكون مشاركة الجنود والضباط المصريين في الحرب العالمية الثانية مشاركة رمزية وسطحية فإقتصرت على كتائب الإستطلاع والصواريخ والمهمات الطبية والمركبات أما اليهود فقد قاموا بتشكيل لواء كامل في الإسكندرية وإشتركوا مع الإنجليز في الحرب مما أكسبهم الخبرة في القتال والتخطيط للمعارك وهذا ما ساعدهم بعد ذلك علي تحقيق الإنتصار على العرب في حرب فلسطين عام 1948م»

## سجله العسكري
- تخرج من الكلية الحربية في مايو عام 1942
- شارك في حرب فلسطين 1948، العدوان الثلاثي 1956، حرب اليمن 1962-1967، حرب 1967، حرب الاستنزاف، حرب أكتوبر 1973
- تدرج في المناصب من قائد الكتيبة 53 مشاة إلى قائد جيش ميداني
- رئيس أركان اللواء الرابع مشاة
- رئيس عمليات القوات العربية باليمن
- قائد وحدات سلاح المظلات المصري 1967
- رئيس أركان الفرقة الثانية مشاة
- قائد الفرقة الثالثة مشاة في بعد حرب 1967
- رئيس أركان الجيش الثاني
- قائد الجيش الثاني الميداني حتى عام 1972
- رئيس هيئة تدريب القوات المسلحة
- قائد المنطقة المركزية العسكرية أثناء حرب أكتوبر حتى يوم 16 أكتوبر
- قائد الجيش الثاني من يوم 16 أكتوبر 1973، فترة الثغرة
- مساعد وزير الحربية وقائد الدفاع الشعبي والعسكري
- مساعد وزير الحربية ورئيس هيئة تدريب القوات المسلحة

## تكريمه
- حاصل على وسام بطل الجيش الثاني الميداني،
- نجمة الشرف في حرب أكتوبر
- حصل على درجة الدكتوراه الفخرية من أكاديمية ناصر العسكرية العليا بتاريخ 24 يونيو 2013 لكونه أحد رموز العسكرية المصرية وأقدم قادة حرب أكتوبر 1973.
- ترقى لرتبة الفريق الفخري في 27 يونيو 2013.